# Estudio de factibilidad
Estudio de factibilidad, o también Estudio de viabilidad, es el análisis de factibilidad económica,   financiera y social de una inversión (dada una opción tecnológica). En la fase de preinversión la eventual etapa subsiguiente es el diseño final del proyecto (preparación del documento de proyecto), tomando en cuenta los insumos de un proceso productivo, que tradicionalmente son: tierra, trabajo y capital (que generan ingreso: renta, salario y ganancia).
Antes de iniciar con detalles el estudio y análisis comparativo de las ventajas y desventaja que tendría determinado proyecto de inversión, es necesario realizar un estudio de prefactibilidad; el cual consiste en una breve investigación sobre el marco de factores que afectan al proyecto, así como de los aspectos legales. Asimismo, se deben investigar las diferentes técnicas (si existen) de producir el bien o servicio bajo estudio y las posibilidades de adaptarlas a la región. Además se debe analizar las disponibilidad de los principales insumos que requiere el proyecto y realizar un sondeo de mercado que refleje en forma aproximada las posibilidades del nuevo producto, en lo concerniente a su aceptación por parte de los futuros consumidores o usuarios y su forma de distribución.
Otro aspecto importante que se debe abordar en este estudio preliminar, es el que concierne a la cuantificación de los requerimientos de inversión que plantea el proyecto y sus posibles fuentes de financiamiento. Finalmente, es necesario proyectar los resultados financieros del proyecto y calcular los indicadores que permitan evaluarlo.

## Componentes
El estudio de prefactibilidad se lleva a cabo con el objetivo de contar con información sobre el proyecto a realizar, mostrando las alternativas que se tienen y las condiciones que rodean al proyecto. Este estudio de prefactibilidad se compone de:
- Estudio de mercado
- Estudio tecnológico
- Estudio financiero
- Suministros
- Estudio administrativo
- Estudio de impacto ambiental

Estudio de mercado. Es aquel que busca proyectar valores a futuro; buscará predecir variaciones en la demanda de un bien, niveles de crecimiento en las ventas, potencial de mercados a futuro, número de usuarios en un tiempo determinado, comportamiento de la competencia, etc. En cualquier estudio predictivo, generalmente se deberán tomar en cuenta elementos como el comportamiento histórico de la demanda, los cambios en las estructuras de mercado, el aumento o la disminución del nivel de ingresos.
Es el análisis y la determinación de la oferta y la demanda. Además, se pueden determinar muchos costos de operación simulando la situación futura y especificando las políticas y los procedimientos que se utilizarán como estrategia publicitaria.
Estudio tecnológico. Este estudio tiene por objeto proveer información para cuantificar el monto de las inversiones y los costos de operación pertinentes a esta área.
Normalmente se estima que deben aplicarse los procedimientos y las tecnologías más modernas, solución que puede ser óptima de manera técnica, pero no desde una perspectiva financiera. Uno de los resultados de este estudio será definir la función de producción del bien o necesidades del capital, mano de obra y recursos materiales, tanto en la puesta en marcha como para la posterior operación del proyecto.
El estudio tecnológico debe servir para encontrar la mejor forma de lograr la producción del bien o servicio, e incluir la ingeniería básica y la ingeniería de detalle.
Ingeniería básica:
- Tamaño.
- Cuantifica la producción y los requerimientos que tenga el proyecto de los bienes o servicios.
- Proceso.
- Localización.

Ingeniería de detalle:
- Obras físicas.
- Organización.
- Calendario.

Suministros. El análisis y la evaluación de las materias primas, así como los insumos auxiliares y servicios que se requieran en la producción de un bien o servicio que se solicite en la producción, ayuda a conocer las características, los requerimientos, la disponibilidad, los costos, su localización y otros aspectos importantes para el proyecto de inversión.
La determinación de las materias primas se deriva del tipo de producto a obtener, el volumen demandado así como el grado de utilización de la capacidad instalada.
En términos generales, las materias primas y los insumos se clasifican de la siguiente manera:
a) Materias primas:
- Origen agrícola.
- Origen agropecuario.
- Origen forestal.
- Origen mineral.
- Origen marino.
- Otros.

b) Materiales industriales:
- Metales.
- Productos industriales.

c) Materiales aux
- Productos químiciliares:

os.
- Aceites.
- Envase.
- Grasas.
- Aditivos.

d) Servicios:
- Aire comprimido.
- Energía eléctrica.
- Combustibles.
- Agua.
- Vapor.

Estudio financiero. Los objetivos de esta etapa son ordenar y sistematizar la información de carácter monetario que proporcionará las etapas anteriores, elaborará los cuadros analíticos y antecedentes adicionales para la evaluación del proyecto, además, evaluará los antecedentes anteriores para determinar su rentabilidad.